# Municipio de Neosho (condado de Labette)
El municipio de Neosho (en inglés: Neosho Township) es un municipio ubicado en el condado de Labette en el estado estadounidense de Kansas. En el año 2010 tenía una población de 182 habitantes y una densidad poblacional de 2,53 personas por km².

## Geografía
El municipio de Neosho se encuentra ubicado en las coordenadas 37°20′14″N 95°6′42″O / 37.33722, -95.11167. Según la Oficina del Censo de los Estados Unidos, el municipio tiene una superficie total de 71.83 km², de la cual 69,58 km² corresponden a tierra firme y (3,14 %) 2,25 km² es agua.

## Demografía
Según el censo de 2010, había 182 personas residiendo en el municipio de Neosho. La densidad de población era de 2,53 hab./km². De los 182 habitantes, el municipio de Neosho estaba compuesto por el 96,15 % blancos, el 1,65 % eran amerindios, el 0,55 % eran asiáticos, el 1,1 % eran de otras razas y el 0,55 % eran de una mezcla de razas. Del total de la población el 3,85 % eran hispanos o latinos de cualquier raza.